# Beurs van Brussel

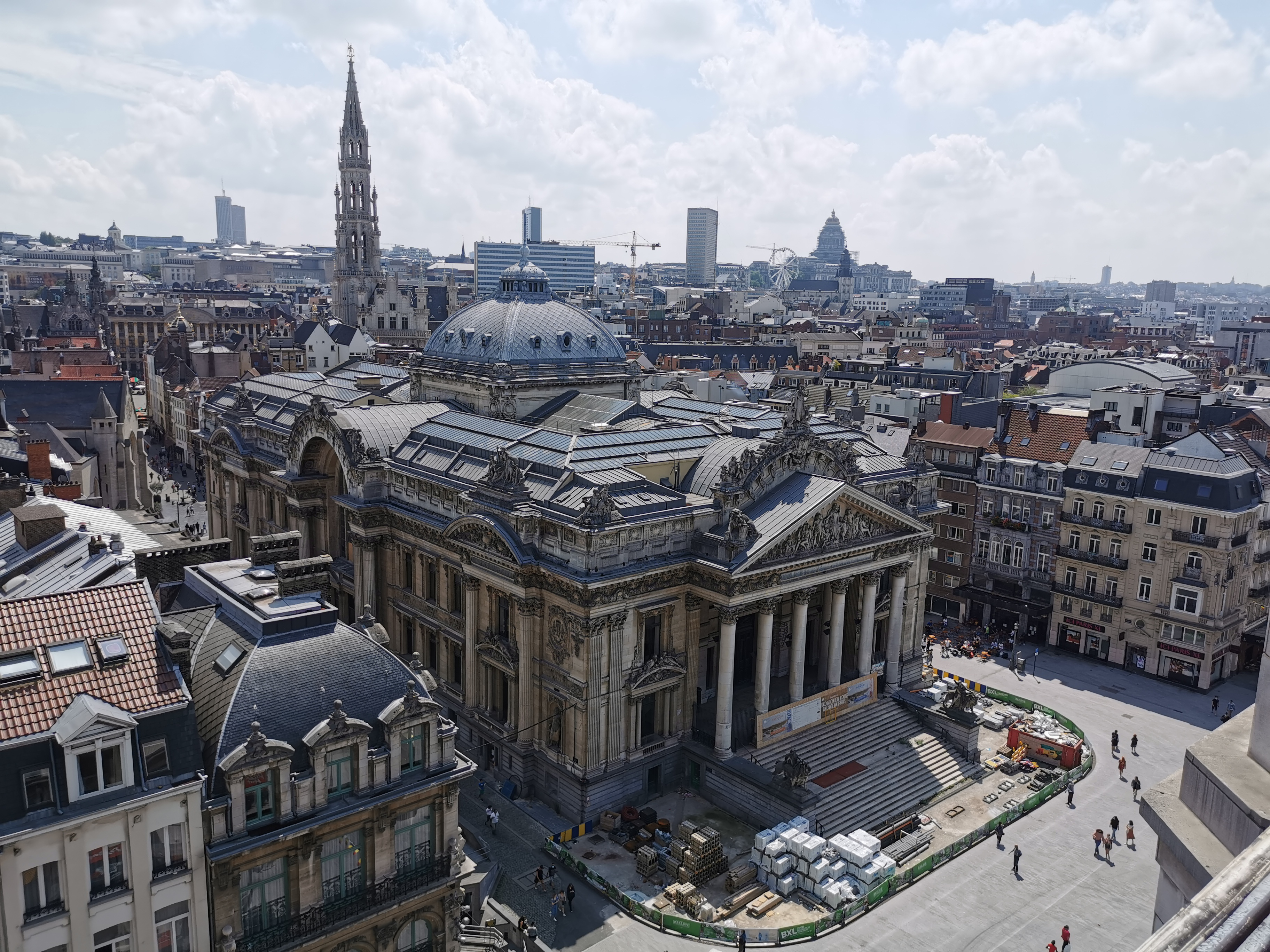
Bovenaanzicht

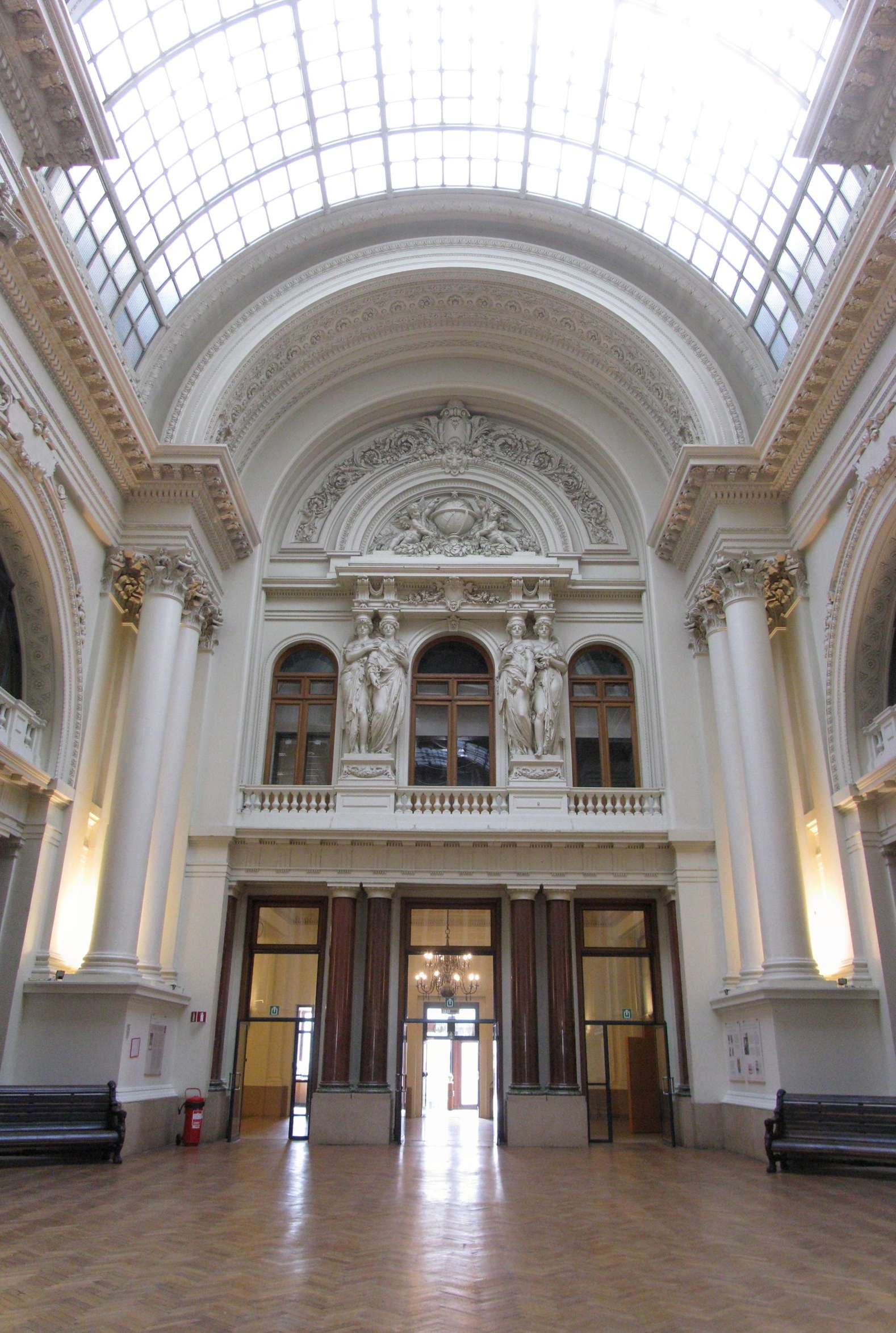
Interieur met de kariatiden van Antoine Joseph Van Rasbourgh. Ze symboliseren de Bescherming, de Handel, de Kunst en de Overwinning.

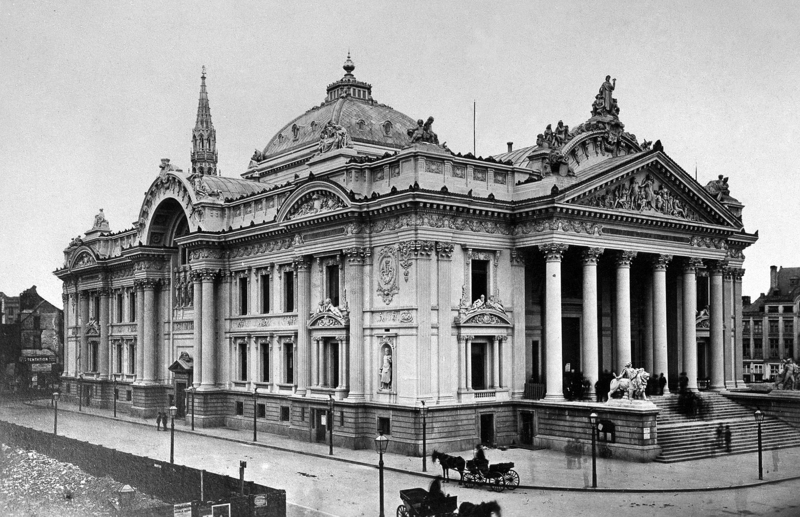
Historische foto van de Beurs (1880)

De Beurs van Brussel is een eclectisch beursgebouw, gebouwd tussen 1868 en 1873 in Brussel door architect Léon Suys. Het geeft zijn naam aan het Beursplein in de Anspachlaan.

## Geschiedenis

### Oorsprong
De geschiedenis van de beurs van Brussel start in de 19e eeuw. De Openbare Fondsenbeurs van Brussel werd opgericht bij decreet van 19 Messidor jaar IX (8 juli 1801). De Franse regering wees het vroegere augustijnenklooster op de Wolvengracht aan als onderkomen voor deze beurs. Na de verkoop van de kloostergebouwen mochten de bijeenkomsten gehouden worden in de Muntschouwburg, maar toen deze in 1820 opnieuw voor podiumkunsten in gebruik werd genomen, huurden de wisselagenten een huis in de Willemstraat (die tegenwoordig Leopoldstraat heet).
De beurshandelaren drongen er vanaf 1858, het tijdstip waarop de handelsbeurs een aanzienlijke groei kende door de economische en industriële bloei van België, bij het stadsbestuur op aan om een nieuwe beurs te bouwen waar alle activiteiten onderdak zouden vinden. Talloze projecten werden ingediend. De haute finance wilde dat de nieuwe beurs in de bankenwijk kwam, maar men opteerde voor de benedenstad als tegemoetkoming aan de lokale handelaars en met de bedoeling het middeleeuwse stratenplan op de schop te nemen. Het in 1865 geselecteerde plan van architect Leon Suys ging daarin het verst. Het voorzag in een gedeeltelijke hausmannisering van het centrum: overwelving van de Zenne, aanleg van brede boulevards en oprichting van twee blikvangers om de economische activiteit van het centrum te doen heropleven (de Centrale Hallen en de Beurs). Die laatste kreeg de ereplaats op een nieuw plein, waarvoor het klooster van de minderbroeders moest wijken.
Het majestueuze ontwerp van Suys bracht de goederen-, wissel- en fondsenoperaties samen in twee monumentale zalen. In oktober 1869 werd met de bouw begonnen en op 27 december 1873 werd het gebouw vervroegd ingehuldigd met een groot bal in aanwezigheid van koning Leopold II, koningin Marie Henriëtte, en Filips van België, de graaf van Vlaanderen. De beursactiviteiten konden pas in de loop van het tweede trimester van 1874 uitgeoefend worden. Dat was geen moment te vroeg, want in de zogenaamde Lloyd bruxellois vond al enkele jaren clandestiene handel plaats.

### Verbouwingen
In de loop der jaren kende het beursgebouw nog heel wat verbouwingen. In de periode van 1930 tot 1950 werd wegens de steeds grotere toeloop besloten de bruikbare oppervlakte en de lichtinval te vergroten. Zo werd een derde verdieping toegevoegd en werden de centrale zijgevels (Henri Mausstraat en Beursstraat) opengewerkt. De dragende delen van het gebouw werden met gewapend beton versterkt om deze renovaties te schragen.

### Wegkwijnen van het beursleven
De termijnmarkt werd in 1989 geautomatiseerd. In de nacht van donderdag 29 op vrijdag 30 november 1990 brak brand uit in een van de kabines van de effectenmakelaars op de begane grond van het beursgebouw. Het vuur veroorzaakte veel schade, waardoor het beursgebouw in Brussel zijn financiële activiteit en tegelijkertijd zijn bestaansreden dreigde te verliezen. Alles werd keurig hersteld, maar het was slechts uitstel. Digitalisering en overnames maakten een einde aan het beursleven. In juli 1996 verdween alle activiteit op de beursvloer. De contantmarkt werd in dat jaar elektronisch en de dagelijkse bijeenkomst van de effectenhandelaars was daarom overbodig geworden.
In 1999 vond een eerste fusie plaats met CIK en BELFOX (BELgian Futures and Options Exchange). Op 22 september 2002 volgde een fusie met de beurzen van Parijs (Bourse de Paris), Lissabon en Amsterdam tot Euronext, de eerste pan-Europese beurs voor aandelen en derivaten, waarbij de Brusselse beurs werd hernoemd tot Euronext Brussels. In 2015 trok dit bedrijf weg uit het te groot geworden beursgebouw, nadat de erfpacht in 2012 was verbroken door de stad Brussel. Euronext Brussels verhuisde naar het Markiesgebouw.

### Herbestemming als Belgian Beer World

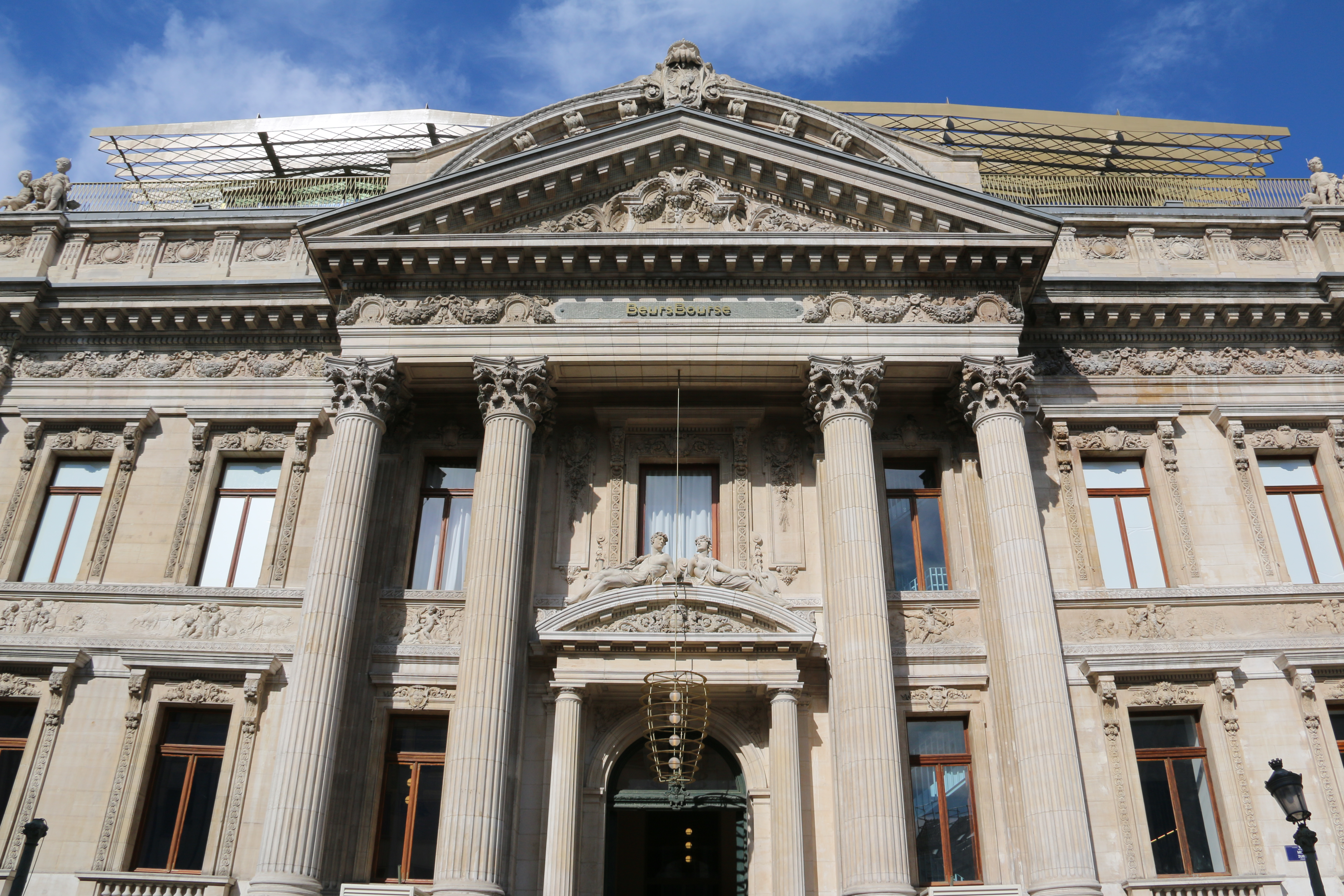
De beurs na restauratie in 2023, met dakterras

De vrijgekomen ruimte werd door de stad Brussel opengesteld voor exposities. Ondertussen werd een wedstrijd uitgeschreven over de herbestemming van het beursgebouw, waarin de Belgische Brouwers het thema bier mochten ontwikkelen. Het winnende ontwerp van Robbrecht & Daem, Baneton-Garrino en Popoff voorzag hiervoor de bovenste twee verdiepingen. Het dak werd verbouwd tot een panoramabar met terras, overdekt door een messing luifel. Na renovatie en verbouwingen werd in september 2023 het biermuseum Belgian Beer World geopend.

## Beschrijving
De eclectische stijl van het gebouw versmelt Franse neorenaissance met Second Empire.

### Sculpturen
Het gebouw heeft een overvloed aan beeldhouwwerken die gemaakt zijn door kunstenaars zoals Jean-Joseph Jacquet, Guillaume De Groot, Victor De Haen, Albert-Ernest Carrier-Belleuse en Antoine-Joseph Van Rasbourgh. Ook de beginnende Auguste Rodin werkte mee aan de sculpturen, vermoedelijk aan het fries met blote kinderen. De twee monumentale leeuwen aan de toegangstrap – de ene met de kop omhoog, de andere met gekromde rug – stellen de natie voor.
Guillaume De Groot maakte vier allegorische beelden:

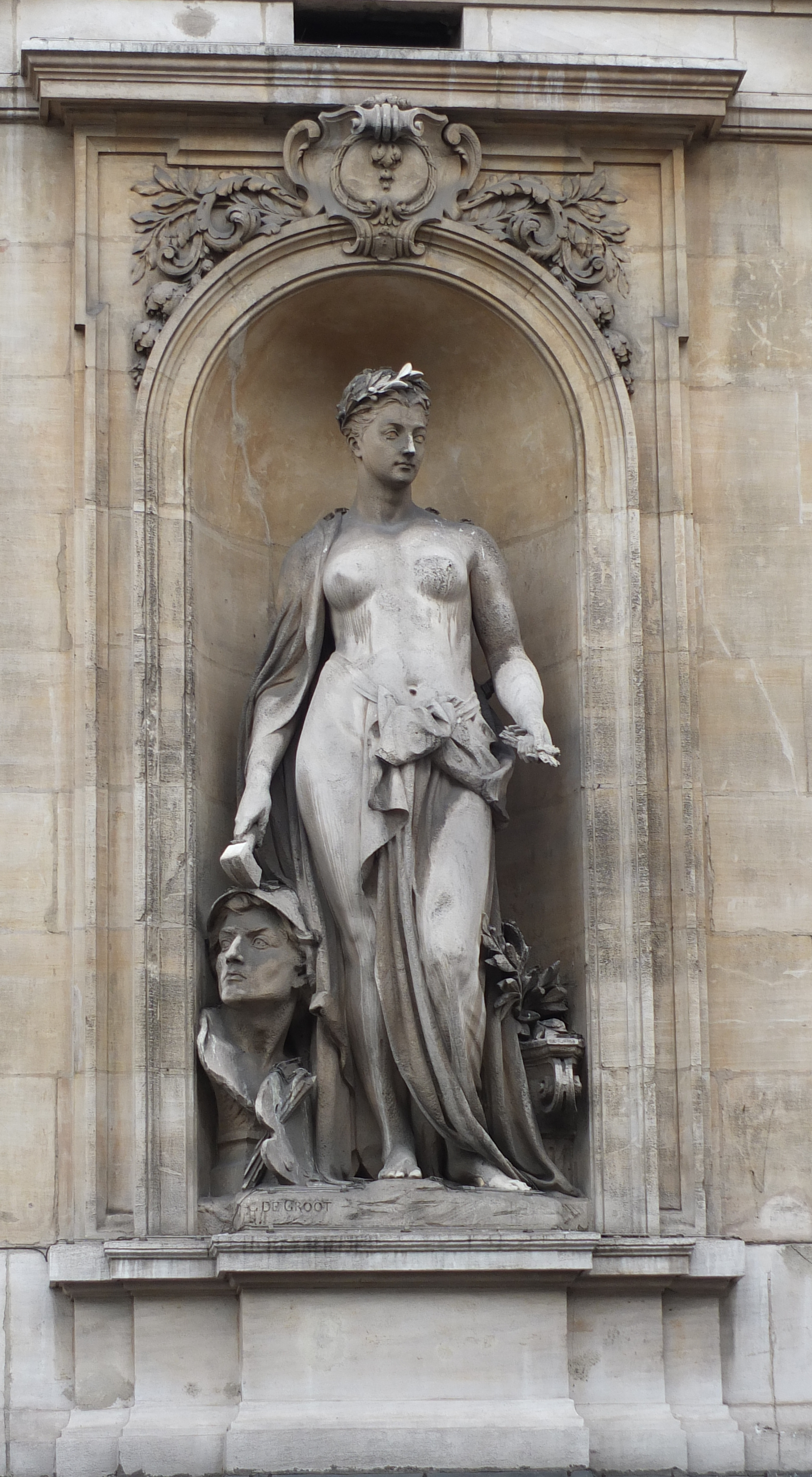
Kunsten
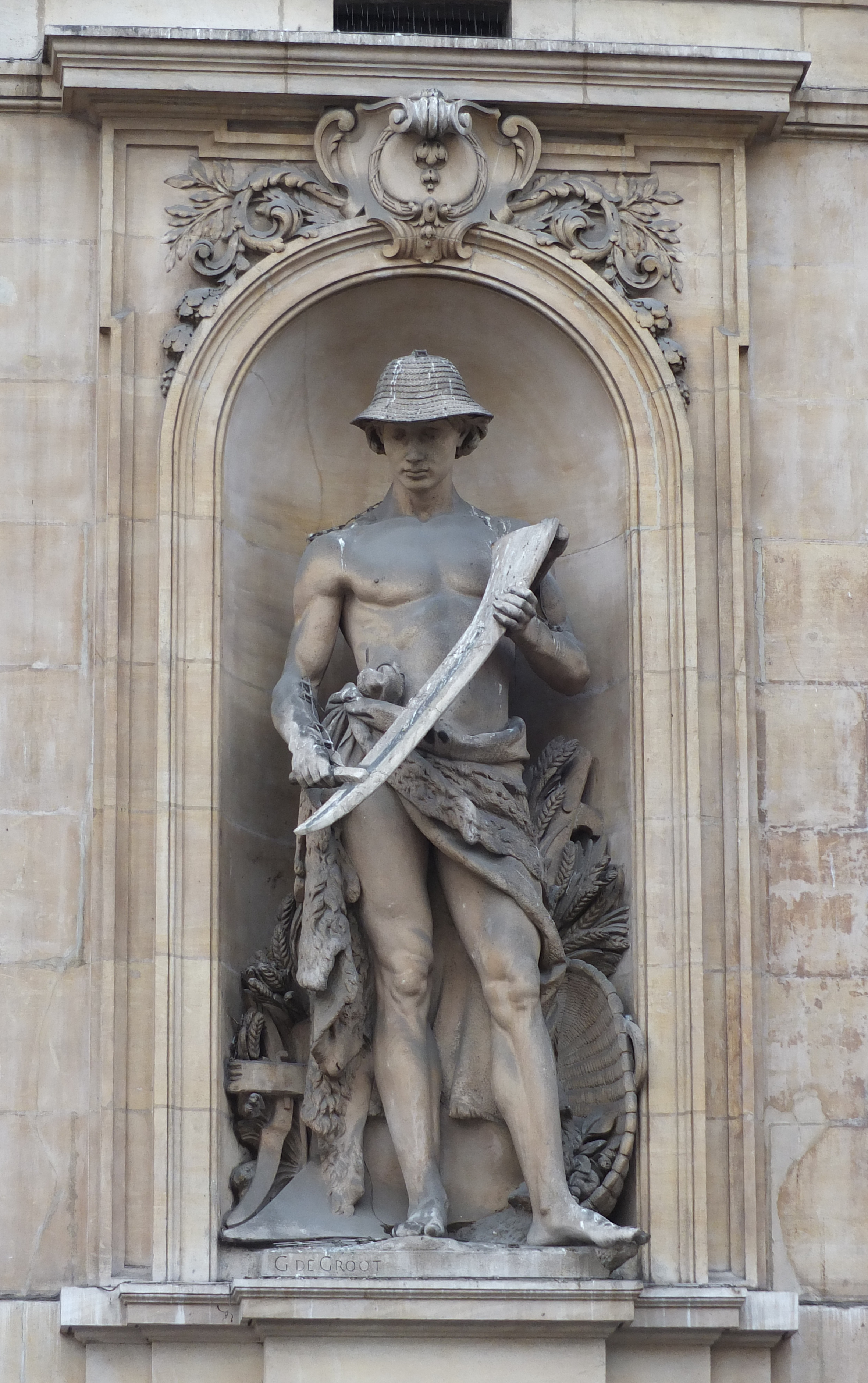
Landbouw
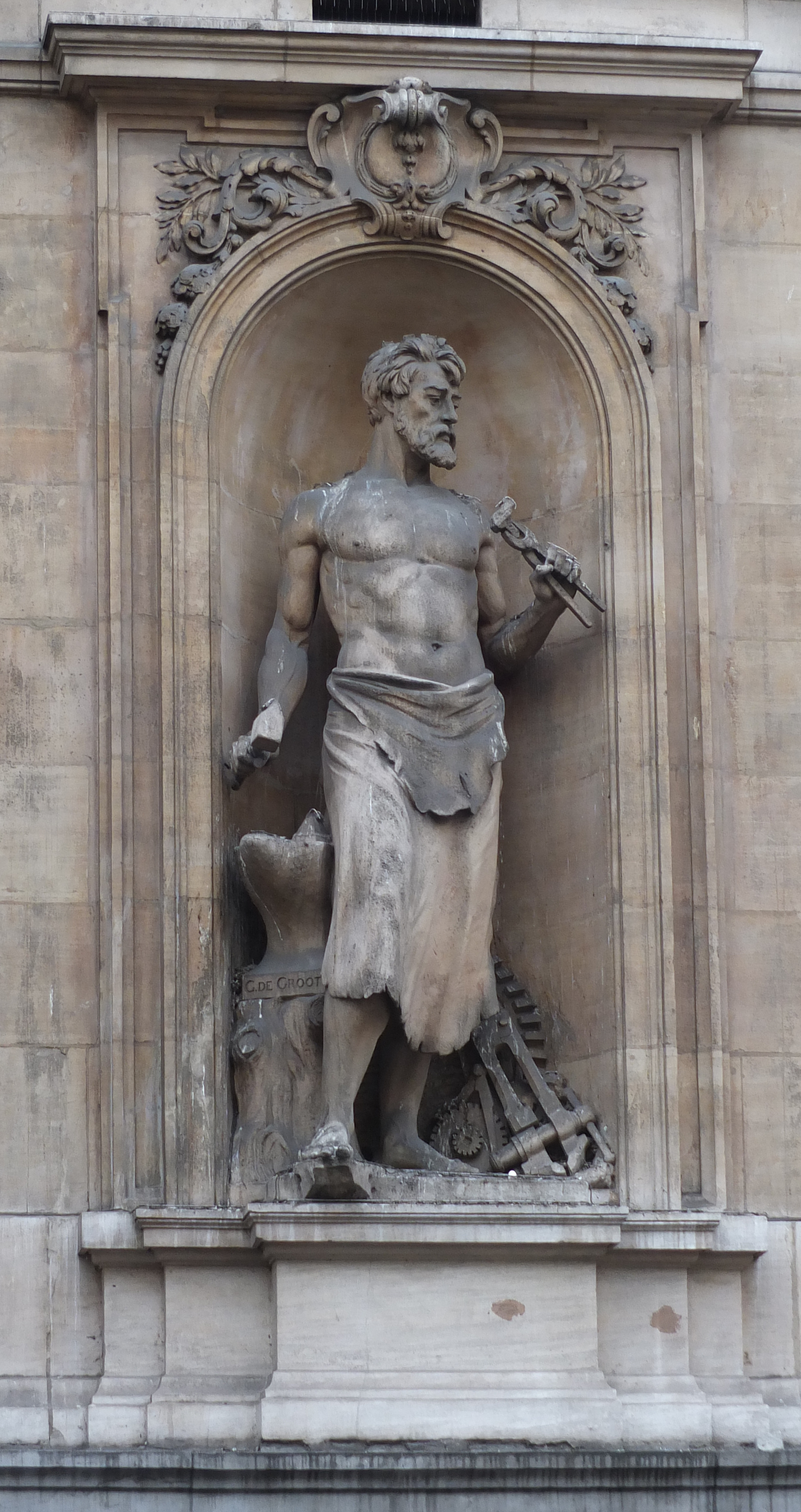
Nijverheid
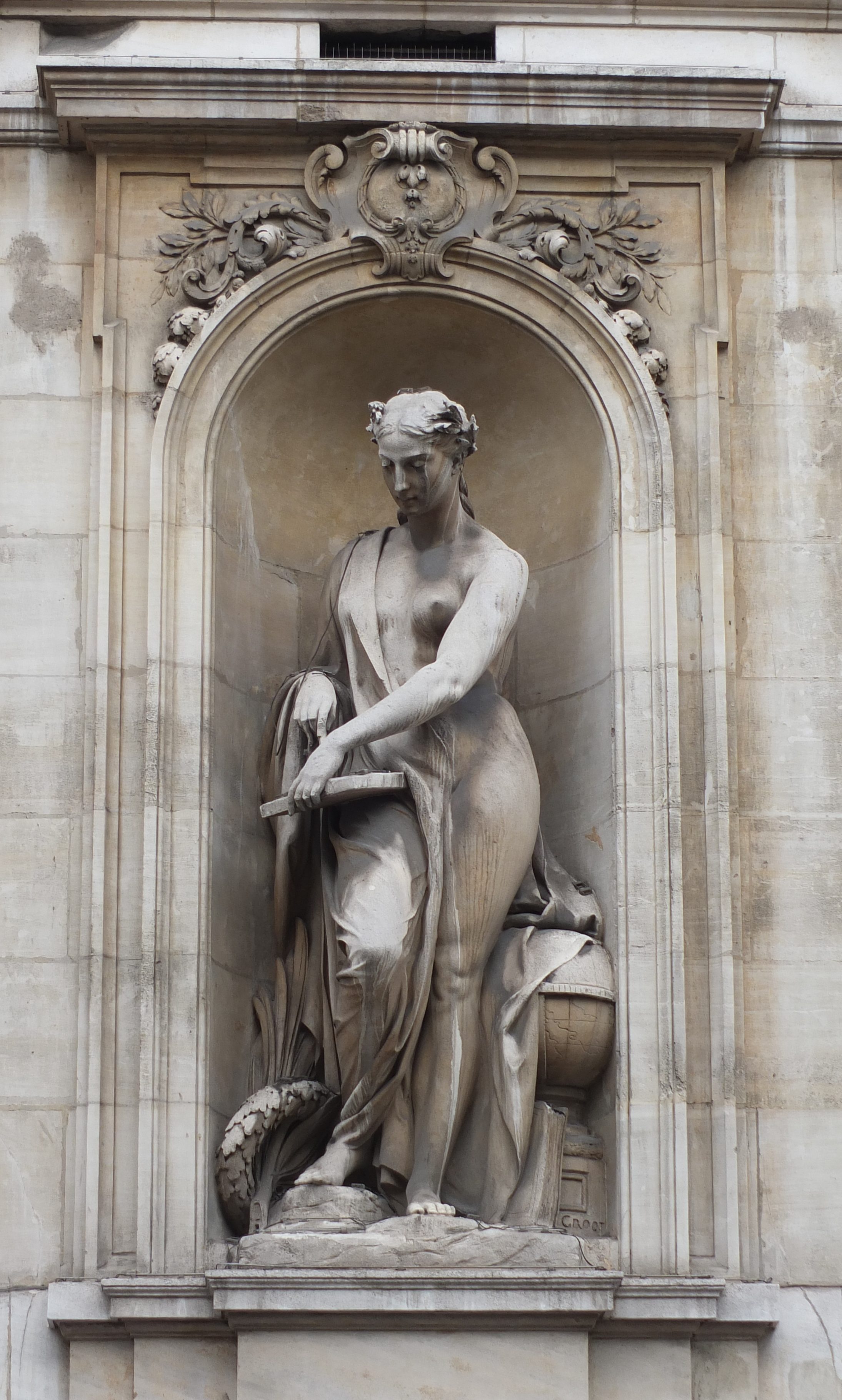
Wetenschap
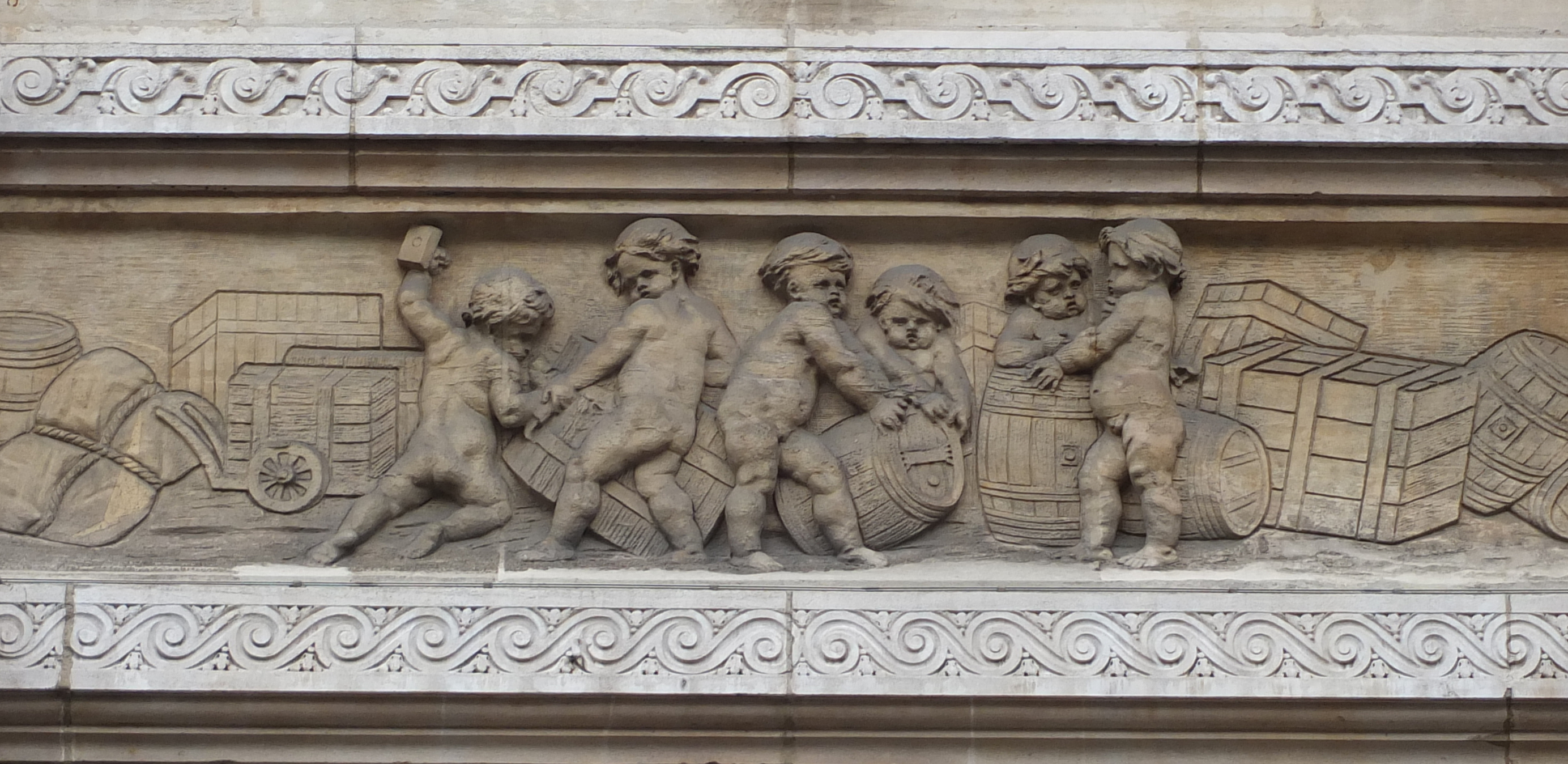
Fries van Carrier-Belleuse, waaraan Rodin mogelijk meewerkte